# Aleochara brooksi
Aleochara (Xenochara) brooksi – gatunek chrząszcza z rodziny kusakowatych i podrodziny Aleocharinae.
Gatunek ten został opisany w 1992 roku przez Jana Klimaszewskiego i Jamesa Ashe, którzy jako lokalizację typową wskazali Alajuela Peñas Blancas.
Ciało długości od 3 do 4,5 mm, wąsko-owalne, jasnordzawobrązowe z ciemnobrązowymi głową, tyłem pokryw oraz tergitami od pierwszego do czwartego lub trzecim i czwartym. Bardzo podobny do A. lescheni. Samiec ma ósmy tergit z piłkowanym, płytko i szeroko V-kształtnie obrzeżonym wierzchołkiem, a ósmy sternit na wierzchołku ścięty. Środkowy płat edeagusa jeśt brzusznie szeroki i trójkątnie wyciągnięty. Ósmy tergit samicy szeroko i płytko, V-kształtnie obrzeżony na wierzchołku i tam niepiłkowany, zaś ósmy jej sternit jest u wierzchołka ścięty. Spermateka u wierzchołka kulista, jednak smuklejsza niż u A. lescheni i z co najmniej trzema zwojami.
Gatunek podgórskich wilgotnych lasów równikowych.
Chrząszcz neotropikalny, znany wyłącznie z Kostaryki.